# Walker's Greyhounds
Les Walker's Greyhounds (lévriers de Walker),  aussi connue comme la division du Texas de Walker, est une division de l'armée des États confédérés exclusivement composée d'unités du Texas. Elle combat sur le théâtre occidental et le département du Trans-Mississippi, se faisant une réputation solide de force de combat.

## Organisation
Organisée au camp Nelson, en Arkansas, en juillet 1862, les Greyhounds sont placés sous le commandement du major général John George Walker en novembre 1862, et restent sous son commandement jusqu'à la fin de la guerre. La division sert exclusivement dans le département du Trans-Mississippi. Lorsque le général Walker reçoit un commandement de district à la fin de 1864, la division est donnée au major général John H. Forney.

### Composition

#### Première brigade
Colonel Overton C. Young
Brigadier général James M. Hawes
Brigadier général Thomas N. Waul
Brigadier général Wilburn H. King
Colonel Richard B. Hubbard
- 12th (Young's 8th) Infantry
- 18th Infantry (transféré à la quatrième brigade)
- 22nd Infantry
- 13th (Dismounted) Cavalry
- 29th (Dismounted) Cavalry (rejoint en 1865)
- Batterie d'Haldeman

#### Deuxième brigade
Brigadier général Horace Randal
Brigadier général Robert Plunket Maclay
- 11th Infantry
- 14th Infantry
- 28th (Dismounted) Cavalry (transféré plus tard à la quatrième brigade)
- 6th (Gould's) (Dismounted) Cavalry Battalion
- Batterie de Daniel

#### Troisième brigade
Colonel George M. Flournoy
Brigadier général. Henry E. McCulloch
Brigadier général William R. Scurry
Brigadier général Richard Waterhouse
- 16th Infantry (transféré plus tard à la quatrième brigade)
- 17th Infantry
- 19th Infantry
- 16th (Dismounted) Cavalry
- 2nd Partisan Rangers (rejoint en 1865)
- 3rd Texas Infantry (seulement pendant la campagne de la Red River)
- Batterie d'Edgar

#### Quatrième brigade d'origine[1]
Brigadier général James Deshler
- 10th Infantry
- 15th (Dismounted) Cavalry
- 18th (Dismounted) Cavalry
- 25th (Dismounted) Cavalry

#### Quatrième brigade (1865)
Brigadier général Wilburn H. King
- 16th Infantry
- 18th Infantry
- 28th (Dismounted) Cavalry
- 34th (Dismounted) Cavalry
- Wells' Cavalry Battalion

## Principaux engagements

### Campagne de Vicksburg
Les Greyhounds combattent à la bataille de Milliken's Bend et à la bataille de Young's Point, des engagements secondaires de la campagne de Vicksburg, en juin 1863. Ils restent dans le nord de la Louisiane pendant plusieurs mois, et retournent ensuite en Arkansas à la fin de 1863.

### Campagne de la Red River
Envoyé de l'Arkansas en Louisiane, en avril 1864, ils servent dans le cadre de l'armée du lieutenant général. Richard Taylor lors des victoires significatives confédérées de Mansfield (8 avril 1864), et de Pleasant Hill (9 avril 1864), des engagements cruciaux de la campagne de la Red River.

### Expédition de Camden
Retournant précipitamment en Arkansas par ordre du commandant du département du Tran-Mississippi Edmund Kirby Smith, ils combattent à la bataille de Jenkins' Ferry le 30 avril 1864, le dernier engagement de l'expédition de Camden.

## Surnom
La division est bien entraînée, et bien respectée en tant que force de combat. Elle gagne son surnom parce que les hommes sont capables de se déplacer rapidement sur de longues distances à pied. La férocité des Greyhounds à la bataille de Mansfield, en particulier du 12th Texas Infantry Regiment, est considérée par de nombreux historiens militaires[Qui ?] comme ayant changé le cours de l'engagement.

## Libération
En mars 1865, la division est envoyée à Hempstead, Texas. La division est en attente de l'arrivée du président confédéré Jefferson Davis afin de faire la dernière bataille (« Last Stand ») de la Confédération à Hempstead, Texas. Davis n'arrive pas, et avec la fin de la guerre et les principales armées confédérées s'étant rendues, environ 8000 soldats confédérés, constituant les restes de la division grandement dégarnie rentrent tout simplement chez eux de Hempstead, au Texas, à la fin mai 1865.